# Igor Konstantinovič Sacharov
Igor Konstantinovič Sacharov (rusky Игорь Константинович Сахаров; 25. červencejul./ 7. srpna 1912greg. Saratov, Ruské impérium – ? 1977 Austrálie) byl ruský bílý emigrant, vojákem několika armád, bojoval ve španělské občanské válce, naposledy důstojníkem Ruské osvobozenecké armády.

## Mládí
Narodil se v roce 1912 v Saratově do rodiny ruského carského důstojníka Konstantina Vjačeslavoviče Sacharova. Jeho otec se později stal významnou osobností bělogvardějského hnutí, ve kterém byl generálem a jedním z vyšších velitelů sibiřské fronty v Kolčakově armádě. Po porážce bílé armády v roce 1920 jeho otec s ustupujícími bílými jednotkami emigroval z Ruska.

## Mezi válkami
Sovětské úřady umožňovaly rodinám bělogvardějských emigrantů vystěhování do zahraničí výměnou za platbu v zahraniční měně. Poté, co byla stanovená částka zaplacena, Sacharov v roce 1923 spolu s matkou, bratrem a sestrou odcestoval do Berlína, kde se připojil k svému otci. V emigraci se Sacharov rozhodl pro vojenskou dráhu – jednak kvůli rodinné tradici, jednak z důvodu finanční tísně svých rodičů. Protože však v meziválečném Německu nemohl najít uplatnění v řadách reichswehru, v první polovině 30. let působil jako důstojník v armádách Argentiny, Uruguaye a Číny, kde bojoval proti komunistickým silám.
Ve španělské občanské válce bojoval jako dobrovolník na straně nacionalistů generála Franka a připojil se k Falanze. Zároveň působil jako vedoucí španělské sekce Ruské fašistické strany. Ve španělské armádě dosáhl hodnosti poručíka, což byla nejvyšší hodnost pro osoby bez španělského občanství. Za své válečné zásluhy byl vyznamenán španělskými vojenskými řády, a to vojenským záslužným křížem a Řádem svatého Hermenegilda (španělsky Orden de San Hermenegildo). Zvláštní uznání získal za klíčovou roli při osvobození Barcelony od republikánských sil, za což mu německé velení udělilo Záslužný řád Německého orla.  Během španělského tažení byl dvakrát raněn.

## Druhá světová válka
V roce 1939 se vrátil do Německa a až do roku 1942 žil v Berlíně, kde působil jako propagandista v německém rozhlase. Podle pamětí Leonida Alexandroviče Samutina mu jeho otec kátce před svou smrtí, která nastala 23. února 1941, požehnal v boji proti bolševismu a povýšil ho do hodnosti plukovníka. V této hodnosti byl také v roce 1943 přijat do ozbrojených sil KONR a Němci mu ji také uznávali. Po napadení SSSR v zimě na přelomu let 1941 a 1942 se spolu s Kromiadim pokoušel agitací získávat na svou stranu zajaté vojáky Rudé armády.

### V řadách RNNA
Začátkem března 1942 přijal nabídku Abwehru, aby se zúčastnil formování ruské experimentální jednotky z válečných zajatců ve frontové zóně skupiny armád Střed ve Smolenské oblasti. Od konce března 1942 zastával funkci náčelníka štábu a zastupoval velitele. Od května 1942 fakticky velel bojové skupině vojáků RNNA čítající přibližně 300 mužů v bojích proti jednotkám 1. gardového jízdního sboru Rudé armády (rusky 1-й гвардейский кавалерийский корпус) obklíčeným u města Dorogobuž. Podle Kromiadiho pamětí na stranu RNNA přešlo množství sovětských vojáků. Sacharov byl následně stažen z jednotky a v září 1942 povolán zpět do Berlína.

### V řadách ROA

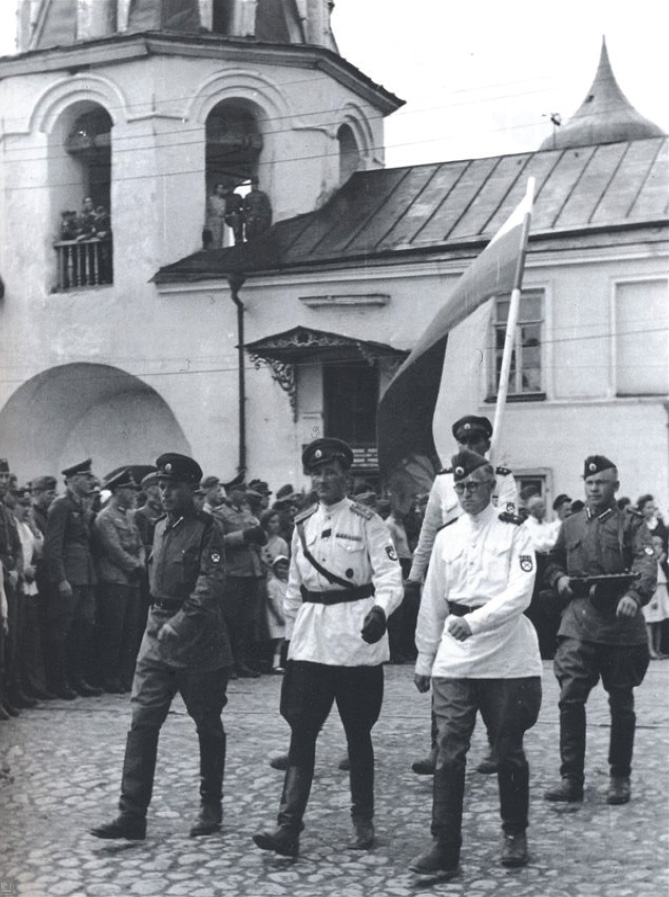
Přehlídka v Pskově 22. června 1943. Grigorij Pavlovič von Lamsdorf nese prapor, plukovník Sacharov s důstojníky v popředí.

Koncem března 1943 se setkal s příslušníky jednotky SS Družina, aby s jejím velitelem Gilem projednal vytvoření 1. gardové brigády ROA z příslušníků tohoto oddílu. Budoucímu útvaru měl velet generál Žilenkov, ale Gil se mu odmítl podřídit.
V polovině května 1943 se podařilo získat personál pro první prapor připravované brigády ROA. Sacharov vedl výcvik a také prováděl politické školení mužstva, v rámci kterého vojákům sděloval informace o průběhu španělské občanské války. Po odchodu velitele S. N. Ivanova začátkem června 1943 se stal faktickým velitelem. Spolu s dalšími příslušníky brigády se zúčastnil tří operací k osvobození vesnic okupovaných sovětskými partyzány. Dne 22. června 1943 stanul v čele důstojnického šiku během slavnostní přehlídky v Pskově, jak dokládá dochovaná fotografie. V červenci 1943 byl převelen do Berlína a velení brigády předal plukovníku Kromiadimu. 
Později se již k brigádě nevrátil, neboť byl v červenci 1943 jmenován pobočníkem generála Vlasova. Když byla na podzim téhož roku 1. gardová brigáda odzbrojena a její personál zatčen, Sacharov osobně vycestoval z Německa do Pskova. Během pouhých dvou dnů dokázal brigádu vysvobodit z internace, zajistit navrácení zbraní a zorganizovat její přesun do Východního Pruska.
Dne 16. září 1944 doprovázel Vlasova na klíčové jednání s Reichsführerem SS Himmlerem. Účastnil se také ustavení KONR v Praze 11. listopadu 1944.
V lednu 1945 organizoval Sacharov dobrovolníky do protitankového oddílu určeného pro frontové nasazení. Počátkem února 1945 osobně vedl bojové operace této padesátičlenné jednotky ROA proti Rudé armádě. Jejich střety proběhly během útoku na sovětské předmostí u Güstebiese v sektoru 9. armády (německy 9. Armee (Wehrmacht)), konkrétně v operačním prostoru 303. pěší divize. Dne 8. února 1945 zahájil Sacharovův oddíl za německé podpory útok na Neulewin, nacházející se v obranném perimetru 230. střelecké divize Rudé armády. Sovětské jednotky osadu vyklidily 9. února 1945. V noci z 9. na 10. února 1945 pak Sacharovovi muži společně se dvěma německými pěšími jednotkami zahájili útok na Kerstenbruch, který byl do 02:00 hodin 10. února 1945 kompletně zabezpečen.
Podle hodnocení Himmlera v jeho hlášení jako velitele Skupiny armád Visla prokázali Rusové rozhodnou útočnost a svým bojovým nasazením strhli i německé jednotky. Německé velení ve svém hlášení ocenilo Sacharovův oddíl za „vysoké bojové kvality a mimořádnou odvahu“. Jednotka se vyznamenala i v následujících dnech února 1945 během střetů se sovětskými tanky u Stargradu, kde zničila 12 nepřátelských obrněnců a zajala 3 sovětské důstojníky. Za tyto úspěchy byl Sacharov vyznamenán Železným křížem I. třídy (podle některých pramenů II. třídy).
Koncem února 1945 byl Sacharovův oddíl stažen do Berlína a následně rozpuštěn. Dne 24. února 1945 Sacharov převzal velení nad dvěma prapory 714. východního pěšího pluku (dříve součástí 599. ruské brigády) dislokovanými v Dánsku. Do 10. března 1945 z těchto jednotek zformoval 1604. ruský pěší pluk operačně podřízený 3. tankové armádě wehrmachtu generála Hasso von Manteuffela. Pod Sacharovovým velením pluk obsadil obranný úsek v oblasti Harzu, kde hájil pozice v druhé obranné linii. Jeho jednotka zde vedla aktivní obranné boje až do 9. dubna 1945, kdy byla stažena z fronty. 
Dne 12. dubna 1945 byl se svým plukem nasazen na oderském předmostí, kde neúspěšně provedl pokus o překročení řeky. Následně se stáhl k Frankfurtu nad Odrou, kde jeho jednotka zajišťovala krytí ústupových operací v roli zadního voje. Dne 27. dubna 1945, v souladu s rozkazem generála Buňačenka, zahájil přesun do prostoru u Lince s cílem spojit se se zbytky ozbrojených sil KONR. Během tohoto manévru se jeho pluk potýkal s narůstajícím tlakem postupujících spojeneckých sil.

#### Pražské povstání
Během Pražského povstání v květnu 1945 se Sacharov se svým 4. plukem ROA zapojil do bojů na straně povstalců. Jeho 4. pluk dorazil jako zadní voj dne 5. května 1945 k obci Suchomasty. Zde Sacharov podepsal dohodu s československou delegací z velitelství "Bartoš" o vojenské podpoře pražských povstalců. Se souhlasem generála Buňačenka pak zahájil přesun k Praze, přičemž jeho pluk tvořil levé křídlo 1. divize ROA. Sacharovovy jednotky pronikly na Smíchov, kde se rozvinuly do obranných postavení severně od Vltavy. V okolí Strahovského kláštera svedly tuhé boje s německými jednotkami, které nakonec kapitulovaly a složily zbraně. 
Večer 7. května 1945, krátce poté, co Sacharovovy jednotky obsadily pražskou čtvrť Petřín, dorazila do velitelství jeho pluku skupina amerických válečných zpravodajů. Ti mu oznámili, že 3. armáda generála George Pattona zastavila postup a Praha připadne do sovětské zóny. Sacharov tuto zprávu okamžitě předal velení 1. divize ROA a nařídil svým mužům ukončit bojové akce. Následujícího rána 8. května 1945 na přímý rozkaz velitele divize generála Buňačenka stáhl svůj pluk z Prahy a vrátil se do předchozího postavení místo u Suchomast.
Dne 9. května 1945 se Sacharov se svým plukem začal přesouvat k Plzni, přičemž tvořil zadní voj 1. divize ROA. O tři dny později (12. května 1945) na přímý rozkaz generála Buňačenka pluk rozpustil a následně překročil demarkační linii do americké okupační zóny v Německu.

## Po válce
Sacharov se úspěšně vyhnul nucené repatriaci do SSSR, neboť v letech 1945 – 1946 pobýval ve francouzské okupační zóně, kam uprchl na padělané doklady. Aktivně pomáhal vlasovcům ukrývat se před násilným návratem do Sovětského svazu. V létě 1946 se v jednom z uprchlických táborů spolu se skupinou běženců zabarikádoval v budově a vyvěsil černou vlajku symbolizující výskyt smrtelné nákazy. Tato lest údajně odradila sovětskou repatriační komisi od prohlídky objektu. Na podzim roku 1946 se se skupinou uprchlíků přestěhoval do Füssenu, odkud se začátkem následujícího roku přesunul do tábora u Mnichova. 
V roce 1948 patřil mezi zakladatele Svatoondřejské vlajkové unie, organizace připravující se na potenciální ozbrojený konflikt se SSSR. Dále se v srpnu 1950 podílel na vzniku Sjednoceného vlasovského výboru (rusky Комитет Объединенных Власовцев). Exilová organizace získala podporu od Gehlenovy organizace, západoněmecké zpravodajské služby vedené generálem Reinhardem Gehlenem. 
Od začátku 50. let 20. století žil v Austrálii. Australské úřady ho odmítaly vydat do rukou sovětů. Jeho život tragicky skončil v roce 1977 při dopravní nehodě, o níž někteří badatelé spekulují, že mohla být zinscenována sovětskými tajnými službami, ale přímé důkazy pro toto tvrzení chybí.